# Counting Stars
«Counting Stars» – en español: "Contando estrellas" – es una canción interpretada por la banda estadounidense de pop rock OneRepublic, incluida en su tercer álbum de estudio Native. Fue lanzado el 14 de junio de 2013 como el tercer sencillo del álbum. Fue compuesta por Ryan Tedder, y producida por el mismo Tedder y Noel Zancanella.
La canción se convirtió en un éxito internacional, siendo una de los más exitosos de la banda. Lideró la lista de sencillos del Reino Unido, logrando así su primer número uno en tierras británicas. También encabezó las listas de Canadá, Finlandia e Israel y se ubicó en el top 5 de las listas de Alemania, Austria, Australia, Irlanda, Dinamarca y Nueva Zelanda. En los Estados Unidos, escaló hasta la ubicación número 2 del Billboard Hot 100 y fue número 1 en las listas Pop Songs y Adult Pop Songs del Billboard. 
El vídeo en YouTube actualmente cuenta con más de 4 mil millones de visitas siendo el video musical número 9 con más vistas de YouTube y el video número 13 más visto de todo YouTube.

## Videoclip
El videoclip fue dirigido por James Lees y rodado en Nueva Orleans, Louisiana. En él, muestra a la banda tocando en un sótano que se desquebraja a medida que transcurre la canción. Mientras en el piso superior, se desarrolla una reunión dirigido por un Pastor de alguna congregación cristiana no definida en el video donde realiza supuestos milagros. Al finalizar el vídeo se abre una grieta en el suelo y uno de los concurrentes cae al sótano donde se encontraba la banda. Actualmente el video en YouTube tiene más de 4 mil millones de reproducciones desde su lanzamiento en mayo de 2013 y es uno de los videos con más vistas en la historia de YouTube.

## Versiones
- La canción fue versionada por Skylar Astin, en el episodio «City of Angels» de la popular serie musical Glee, como un mash-up con la canción «Mr. Roboto» de Styx.

- En noviembre de 2013 Max Schneider une esfuerzos con Danny Padilla y versionan[3]

- En diciembre de 2013 el cantante Sam Tsui realiza una versión de esta canción, junto la canción Timber de Kesha[4]

- A su vez, Kurt Schneider, Alex Goot y Chrissy Constanza en enero de 2014 realizan también un cover de esta canción[5]

- Del mismo modo, el exitoso grupo Boyce Avenue, dedicado a versionar canciones, en abril de 2014 nos brinda una versión totalmente acústica de esta canción, en un mashup con la canción The Monster de Rihanna y Eminem[6]
- A su vez, bandas como Little Mix y R5 hacen lo propio realizando sus versiones de esta canción en 2013 y 2015 respectivamente.

## Lista de canciones
- Sencillo en CD[7]

1. «Counting Stars» – 4:17
2. «Counting Stars» (Lovelife remix) – 3:55

## Posicionamiento en listas y certificaciones
| Lista (2013-2014)                     | Mejor posición |
| ------------------------------------- | -------------- |
| Alemania (Offizielle Deutsche Charts) | 3              |
| Australia (ARIA)                      | 2              |
| Austria (Ö3 Austria Top 40)           | 4              |
| Bélgica (Flandes) (Ultratop 50)       | 22             |
| Bélgica (Valonia) (Ultratop 50)       | 18             |
| Canadá (Canadian Hot 100)             | 1              |
| Dinamarca (Tracklisten)               | 3              |
| Escocia (The Official Charts Company) | 1              |
| Eslovaquia (Radio Top 100 Chart)      | 1              |
| España (Top 100 Canciones)            | 4              |
| Estados Unidos (Billboard Hot 100)    | 2              |
| Estados Unidos (Mainstream Top 40)    | 1              |
| Estados Unidos (Adult Top 40)         | 1              |
| Estados Unidos (Adult Contemporary)   | 1              |
| Estados Unidos (Hot Dance Club Songs) | 30             |
| Finlandia (OFC)                       | 1              |
| Francia (SNEP)                        | 7              |
| Hungría (Single Top 20)               | 3              |
| Irlanda (IRMA)                        | 2              |
| Israel (Media Forest)                 | 1              |
| Italia (FIMI)                         | 8              |
| México (Billboard Inglés Airplay)     | 1              |
| Noruega (VG-lista)                    | 4              |
| Nueva Zelanda (Recorded Music NZ)     | 2              |
| Países Bajos (Dutch Top 40)           | 4              |
| Polonia (Polish Airplay Top 20)       | 1              |
| Reino Unido (UK Singles Chart)        | 1              |
| República Checa (Radio Top 100 Chart) | 2              |
| Suecia (Sverigetopplistan)            | 6              |
| Suiza (Schweizer Hitparade)           | 9              |

| País          | Lista (2013)                | Posición |
| ------------- | --------------------------- | -------- |
| Alemania      | Media Control AG            | 21       |
| Australia     | ARIA Singles Chart          | 8        |
| Austria       | Austrian Singles Chart      | 32       |
| Canadá        | Canadian Hot 100            | 70       |
| Irlanda       | Irish Singles Chart         | 13       |
| Nueva Zelanda | Recorded Music NZ           | 11       |
| Reino Unido   | The Official Charts Company | 9        |
| Suecia        | Sverigetopplistan           | 39       |
| Suiza         | Schweizer Hitparade         | 38       |

| País           | Lista (2014)                | Posición |
| -------------- | --------------------------- | -------- |
| Bélgica        | Ultratop flamenca           | 76       |
| Bélgica        | Ultratop valona             | 13       |
| Canadá         | Canadian Hot 100            | 3        |
| Dinamarca      | Tracklisten                 | 33       |
| España         | PROMUSICAE                  | 31       |
| Estados Unidos | Billboard Hot 100           | 5        |
| Estados Unidos | Billboard Pop Songs         | 2        |
| Estados Unidos | Adult Contemporary          | 2        |
| Francia        | SNEP Charts                 | 19       |
| Israel         | Media Forest                | 24       |
| Países Bajos   | Nederlandse Top 40          | 12       |
| Reino Unido    | The Official Charts Company | 44       |
| Suecia         | Sverigetopplistan           | 38       |
| Suiza          | Schweizer Hitparade         | 66       |

### Certificaciones
| País           | Organismo certificador | Certificación | Ventas    | Ref.   |
| -------------- | ---------------------- | ------------- | --------- | ------ |
| Alemania       | BVMI                   | Platino       | 300 000   | [ 61 ] |
| Australia      | ARIA                   | 6× Platino    | 420 000   | [ 62 ] |
| Canadá         | Music Canada           | 8× Platino    | 640 000   | [ 63 ] |
| Dinamarca      | IFPI Dinamarca         | Oro           | 15 000    | [ 64 ] |
| Estados Unidos | RIAA                   | Diamante      | 10 000    | [ 65 ] |
| Italia         | FIMI                   | 3× Platino    | 90 000    | [ 66 ] |
| México         | AMPROFON               | 2× Platino    | 120 000   | [ 67 ] |
| Nueva Zelanda  | RIANZ                  | 2× Platino    | 30 000    | [ 68 ] |
| Reino Unido    | BPI                    | 2× Platino    | 1 200 000 | [ 69 ] |
| Suecia         | IFPI Suecia            | 5× Platino    | 200 000   | [ 70 ] |
| Suiza          | IFPI Suiza             | Platino       | 30 000    | [ 71 ] |
| Venezuela      | AVINPRO                | Platino       | 30 000    | [ 72 ] |

## Sucesión en listas
| Anterior: «Talk Dirty» de Jason Derülo con 2 Chainz «Wrecking Ball» de Miley Cyrus | UK Singles Chart — Sencillo número uno 6 de octubre de 2013 — 12 de octubre de 2013 20 de octubre de 2013 — 26 de octubre de 2013 | Siguiente: «Wrecking Ball» de Miley Cyrus «Royals» de Lorde |
| Anterior: «The Monster» de Eminem con Rihanna                                      | Billboard Pop Songs — Sencillo número uno 25 de enero de 2014 — 1 de febrero de 2014                                              | Siguiente: «Timber» de Pitbull con Kesha                    |
| Anterior: «Timber» de Pitbull con Kesha                                            | Canadian Hot 100 — Sencillo número uno 8 de febrero de 2014 — 14 de febrero de 2014                                               | Siguiente: «Dark Horse» de Katy Perry con Juicy J           |